# Danny Biega
Danny Biega, född 29 september 1991, är en kanadensisk professionell ishockeyspelare som tillhör NHL-organisationen Carolina Hurricanes och spelar för deras primära samarbetspartner Charlotte Checkers i American Hockey League (AHL). Han har tidigare spelat på lägre nivå för Harvard Crimson (Harvard University) i National Collegiate Athletic Association (NCAA).
Biega draftades i tredje rundan i 2010 års draft av Carolina Hurricanes som 67:e spelare totalt.
Han är yngre bror till ishockeyspelaren Alex Biega som tillhör själv NHL-organisationen Vancouver Canucks och spelar för deras primära samarbetspartner Utica Comets i AHL.

## Statistik
| 2006–2007   | Lions du Lac St-Louis | MAAA        | 39  | 8  | 18 | 26 | 76  | 16 | 1 | 5 | 6 | 52 |
| 2007–2008   | Salisbury Knights     |             | 26  | 4  | 13 | 17 | —   | —  | — | — | — | —  |
| 2008–2009   | Salisbury Knights     |             | 29  | 8  | 14 | 22 | —   | —  | — | — | — | —  |
| 2009–2010   | Harvard Crimson       | NCAA        | 32  | 5  | 4  | 9  | 47  | —  | — | — | — | —  |
| 2010–2011   | Harvard Crimson       | NCAA        | 34  | 11 | 19 | 30 | 34  | —  | — | — | — | —  |
| 2011–2012   | Harvard Crimson       | NCAA        | 34  | 10 | 25 | 35 | 41  | —  | — | — | — | —  |
| 2012–2013   | Harvard Crimson       | NCAA        | 32  | 2  | 9  | 11 | 43  | —  | — | — | — | —  |
| 2012–2013   | Charlotte Checkers    | AHL         | 1   | 0  | 0  | 0  | 0   | 3  | 0 | 2 | 2 | 8  |
| 2013–2014   | Charlotte Checkers    | AHL         | 65  | 3  | 15 | 18 | 22  | —  | — | — | — | —  |
| 2014–2015   | Carolina Hurricanes   | NHL         | 1   | 0  | 0  | 0  | 0   | —  | — | — | — | —  |
|             | Charlotte Checkers    | AHL         | 63  | 2  | 12 | 14 | 77  | —  | — | — | — | —  |
| NHL totalt  | NHL totalt            | NHL totalt  | 1   | 0  | 0  | 0  | 0   | —  | — | — | — | —  |
| AHL totalt  | AHL totalt            | AHL totalt  | 129 | 5  | 27 | 32 | 99  | 3  | 0 | 2 | 2 | 8  |
| NCAA totalt | NCAA totalt           | NCAA totalt | 132 | 28 | 57 | 85 | 165 | —  | — | — | — | —  |